# Station Skalborg
Station Skalborg is een station in de wijk Skalborg aan de zuidkant van de stad Aalborg in Denemarken. Het station ligt aan de lijn Århus - Aalborg. Het station dat in de jaren 70 werd gesloten is sinds december 2003 weer in gebruik als een van de stations van de nieuwe treindienst rond Aalborg: Aalborg Nærbane